# ستاد انتخابات کشور
ستاد انتخابات کشور دفتر یا نهادی است که برای اجرای رویه‌های انتخابات در ایران ایجاد شده و تابع وزارت کشور است. رئیس ستاد انتخابات کشور توسط وزیر کشور منصوب می‌شود.

## فهرست رؤسای ستاد
| نام                  | انتخابات برگزار شده                                         | وزیر                     | رئیس‌جمهور         |
| -------------------- | ----------------------------------------------------------- | ------------------------ | ----------------- |
| سید مصطفی تاج‌زاده    | •خبرگان ۱۳۷۷ °شوراها ۱۳۷۷ •مجلس ۱۳۷۸                        | سید عبدالواحد موسوی لاری | سید محمد خاتمی    |
| سید مرتضی مبلغ       | °ریاست‌جمهوری ۱۳۸۰ •شوراها ۱۳۸۱ °مجلس ۱۳۸۳ •ریاست‌جمهوری ۱۳۸۴ | سید عبدالواحد موسوی لاری | سید محمد خاتمی    |
| سید مجتبی ثمره هاشمی | °شوراها ۱۳۸۵ •خبرگان ۱۳۸۵                                   | مصطفی پورمحمدی           | محمود احمدی‌نژاد   |
| علیرضا افشار         | °مجلس ۱۳۸۷                                                  | مصطفی پورمحمدی           | محمود احمدی‌نژاد   |
| کامران دانشجو        | •ریاست‌جمهوری ۱۳۸۸                                           | صادق محصولی              | محمود احمدی‌نژاد   |
| سید صولت مرتضوی      | °مجلس ۱۳۹۱ •ریاست‌جمهوری ۱۳۹۲ °شوراها ۱۳۹۲                   | مصطفی محمدنجار           | محمود احمدی‌نژاد   |
| محمدحسین مقیمی       | •مجلس ۱۳۹۴ °خبرگان ۱۳۹۴                                     | عبدالرضا رحمانی فضلی     | حسن روحانی        |
| علی‌اصغر احمدی        | •ریاست‌جمهوری ۱۳۹۶ °شوراها ۱۳۹۶                              | عبدالرضا رحمانی فضلی     | حسن روحانی        |
| جمال عرف             | •ریاست‌جمهوری ۱۴۰۰ °شوراها ۱۴۰۰                              | عبدالرضا رحمانی فضلی     | حسن روحانی        |
| محمدرضا غلامرضا      |                                                             | احمد وحیدی               | سید ابراهیم رئیسی |
| سید محمدتقی شاهچراغی | •مجلس ۱۴۰۲ °خبرگان ۱۴۰۲ •ریاست‌جمهوری ۱۴۰۳                   | احمد وحیدی               | سید ابراهیم رئیسی |